# Diocesi di Tirieo
La diocesi di Tirieo (in latino: Dioecesis Tyriaeensis) è una sede soppressa e sede titolare della Chiesa cattolica.

## Storia
Tirieo, identificabile con Ilgin nell'odierna Turchia, è un'antica sede episcopale della provincia romana della Pisidia nella diocesi civile di Asia. Faceva parte del patriarcato di Costantinopoli ed era suffraganea dell'arcidiocesi di Antiochia.
La diocesi è documentata nelle Notitiae Episcopatuum del patriarcato di Costantinopoli fino al XII secolo.
Le Quien attribuisce a questa diocesi cinque vescovi. Il primo, Eraclide, che partecipò al concilio di Costantinopoli del 381, in realtà apparteneva alla diocesi di Panemotico; l'attribuzione a Tirieo è frutto di una corruzione della lista dei partecipanti a quel concilio. Era certamente vescovo di Tirieo Teotecno, che prese parte al concilio di Calcedonia nel 451. Infine, al concilio di Costantinopoli dell'879, che riabilitò il patriarca Fozio, Le Quien attribuisce tre vescovi, Giuseppe, Costantino e Anastasio; evidentemente non tutti erano vescovi di Tirieo.
A questi vescovi bisogna aggiungerne altri due. Una stele funeraria, scoperta a 13 km da Ilgin e databile al IV secolo, riporta un epitaffio dove si ricorda Matrona, figlia del vescovo Mnesiteo. Teopempto è menzionato nella lettera che i vescovi della Pisidia scrissero nel 458 all'imperatore Leone I dopo la morte del patriarca Proterio di Alessandria; il suo nome tuttavia non compare nelle sottoscrizioni della medesima lettera.
Dal 1933 Tirieo è annoverata tra le sedi vescovili titolari della Chiesa cattolica; la sede è vacante dal 27 ottobre 1984.

## Cronotassi

### Vescovi greci
- Mnesiteo † (IV secolo)
- Teotecno † (menzionato nel 451)
- Teopempto † (menzionato nel 458)
- Giuseppe ? † (menzionato nell'879)
- Costantino ? † (menzionato nell'879)
- Anastasio ? † (menzionato nell'879)

### Vescovi titolari
- Ángel Muzzolón, S.D.B. † (11 marzo 1948 - 27 ottobre 1984 deceduto)